# Eric Boeren

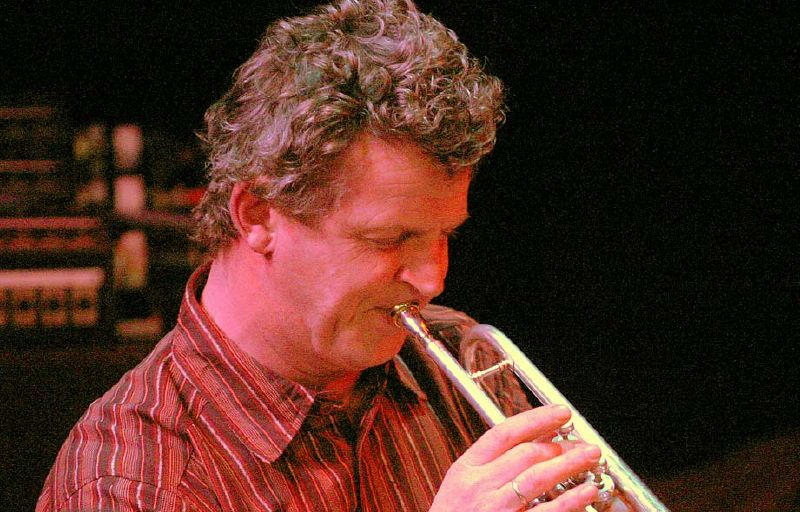
Eric Boeren, 2008

Eric Boeren (* 22. August 1959 in Baarle-Nassau) ist ein niederländischer Jazzmusiker (Trompete, Kornett, Komposition).

## Leben und Wirken
Boeren spielte als Jugendlicher Euphonium in der Brass Band seines Heimatortes. Seit dem 18. Lebensjahr nahm er als Kornettist an den Workshops von Arnold Dooijeweerd teil, aus denen das Amsterdams Creatief Ensemble hervorging. In den 1980er Jahren arbeitete er mit dem Maarten Altena Ensemble, Willem van Manens Contraband, dem Ab Baars Tentett und dem Paul Termos Tentett. Er wurde Mitglied der Gruppe Available Jelly, von J. C. Tans and his Rockets, Sean Bergins Gruppe MOB und Franky Douglas’ Sunchild. Seit 1990 war er Trompeter in Michiel Braams Bik Bent Braam.
1993 gründete er das Quintett Specs, mit dem er eigene Kompositionen aufführte. 1995 organisierte er die Reihe Confronting … The Music Of Ornette Coleman, in der er mit eigenem Trio (mit Michael Vatcher und Wilbert de Joode) und einem Saxophonisten als Gast die Kompositionen Ornette Colemans aufführte. Auch im Mittelpunkt des Repertoires des Eric Boeren 4tet (mit Wilbert de Joode, Michael Moore und Han Bennink) stehen neben seinen eigenen die Kompositionen Colemans.
Boeren unternahm Tourneen durch ganz Europa, USA, Kanada, Singapur, Australien und Neuseeland (2003, 2006 & 2011). Er unterrichtet als Gastdozent an den Konservatorien von Utrecht und Arnhem, an der University of Portland und am Lasalle College of Arts in Singapur.

## Diskographische Hinweise
- Maarten Altena Ensemble: Quick Step, 1985
- MOB: Kids Misteries, 1986
- Paul Termos Tentet: Shakes and Sounds, 1989
- Availiable Jelly: Al(l)ways, 1990
- J.C.Tans Orchestra: Around the World, 1990
- Bik Bent Braam: Howdy, 1990
- MOB: Live at the BIM-huis, 1991
- Sunchild: The Visions Project, 1993
- Available Jelly: Monuments, 1994
- Eric Boeren 4tet: Cross Breeding, 1997
- Eric Boeren 4tet: Joy of a Toy, 1999
- Eric Boeren 4tet: Soft Nose, 2001
- Eric Boeren 4tet: Song for Tracy the Turtle: Live at Jazz Brugge 2004
- Available Jelly: Bilbao Song, 2005
- Available Jelly: Baarle Nassau Set 1, 2007
- Eric Boeren, Michael Moore, Wilbert de Joode, Han Bennink Coconut, 2012
- Cross Breeding  (2020)
- Soft Toy Songs, live at Doek Festival 2003 (remembering working with Cor Fuhler) (2020)